# Pixel Dungeon
Pixel Dungeon là một trò chơi điện tử độc lập roguelike do Oleg Dolya phát triển và được phát hành vào năm 2012. Với lối chơi theo lượt, nhiệm vụ của người chơi là phải đi qua các tầng ngục tối và chiến đấu với quái vật để giành lấy Amulet of Yendor (Tấm bùa Yendor), thứ được cho là có khả năng thực hiện bất kỳ điều ước nào của chủ sở hữu. Trò chơi ban đầu được phát triển cho Android, nhưng sau đó được tiếp tục phát triển cho iOS và PC, rồi bị ngừng cập nhật vào năm 2015.
Pixel Dungeon đã thu hút một cộng đồng nhỏ người hâm mộ trò chơi. Kể từ khi Dolya biến Pixel Dungeon thành một trò chơi mã nguồn mở, cộng đồng đã tạo ra các bản mod dựa trên mã nguồn của trò chơi này, đáng chú ý nhất trong số đó là Shattered Pixel Dungeon. Mặc dù Pixel Dungeon không nhận được nhiều sự chú ý từ các nhà phê bình, nhưng một số ít người đã đánh giá trò chơi có tính gây nghiện cũng như đã tạo nên sự cân bằng giữa khả năng tiếp cận và độ khó đặc trưng của các trò chơi roguelike.

## Gameplay

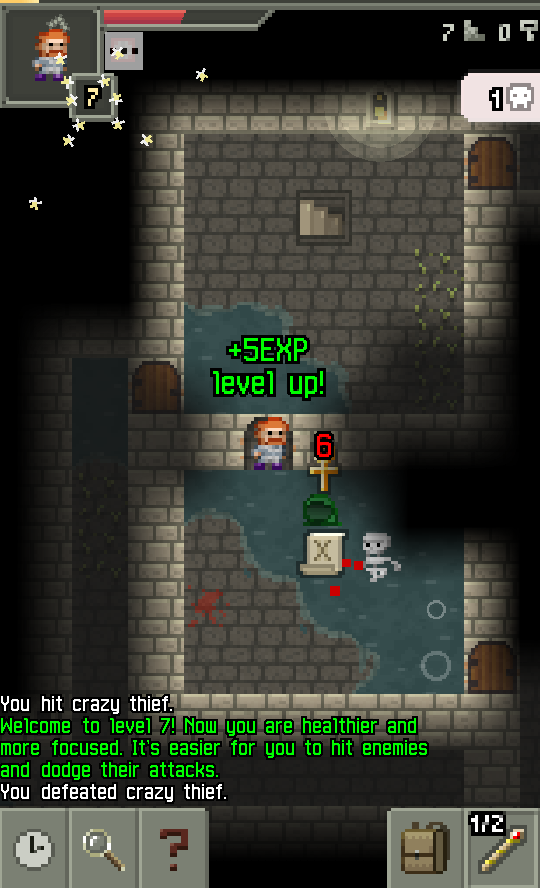
Ảnh chụp màn hình trò chơi Pixel Dungeon.

Pixel Dungeon là một trò chơi điện tử roguelike đơn giản với đồ họa pixel. Nhiệm vụ của người chơi là phải đi qua các tầng ngục tối và chiến đấu với quái vật để giành lấy Amulet of Yendor, thứ được cho là có khả năng thực hiện bất kỳ điều ước nào của chủ sở hữu. Giống như các trò chơi roguelike khác, nếu người chơi chết thì họ sẽ phải bắt đầu lại từ đầu.
Trước mỗi lượt chơi, người chơi phải chọn một nhân vật để chơi: Warrior (Chiến binh) thiên về cận chiến, Mage (Pháp sư) thiên về phép thuật và đũa phép, Rogue (Kẻ cướp) thiên về lẩn trốn và tấn công bất ngờ, và Huntress (Thợ săn) thiên về tấn công tầm xa. Pixel Dungeon có lối chơi theo lượt và theo lưới. Mỗi lần người chơi di chuyển hoặc sử dụng một vật phẩm được tính là một lượt, và đối phương cũng sẽ thực hiện thao tác trong một lượt.
Người chơi sẽ phải đi xuống qua những tầng giống như mê cung với những khu vực như cống rãnh, nhà tù bỏ hoang và các thành phố Người lùn. Bố cục các tầng được tạo một cách ngẫu nhiên trong mỗi lượt chơi. Trò chơi có tất cả 26 tầng, với các cửa hàng và trận đấu trùm xuất hiện sau mỗi 5–6 tầng. NPC có thể xuất hiện và giao nhiệm vụ cho người chơi để đổi lấy vật phẩm.
Người chơi có thể tấn công đối phương bằng vũ khí cận chiến được trang bị hoặc sử dụng đũa phép/vũ khí tầm xa. Người chơi cũng có thể trang bị giáp hoặc nhẫn để hỗ trợ người chơi, cũng như nâng cấp các vật phẩm để tăng chỉ số hay phù phép (enchant) các vũ khí và áo giáp để mang lại hiệu ứng bổ sung cho chúng. Hầu hết các vật phẩm mà người chơi thu thập được trong trò chơi đều chưa được thẩm định để biết cấp độ, và do đó người chơi phải sử dụng chúng một thời gian để có thể thẩm định chúng. Một số vật phẩm thậm chí có thể bị nguyền, khiến chúng gây hại cho người chơi thay vì giúp họ. Người chơi cũng có thể tìm thấy những lọ thuốc và cuộn giấy, nhưng người chơi sẽ không biết tác dụng của chúng là gì nếu chưa xác định được. Ví dụ, người chơi có thể không biết tác dụng của "lọ thuốc màu cam" cho đến khi được xác định.
Người chơi lên cấp bằng cách kiếm điểm kinh nghiệm từ việc đánh bại kẻ địch. Khi lên cấp, người chơi sẽ tăng lượng máu tối đa cũng như tăng các chỉ số chiến đấu như né tránh đòn tấn công,... Đôi khi kẻ địch sẽ làm rơi vật phẩm hoặc tiền, mà tiền có thể được sử dụng trong các cửa hàng. Trong trò chơi cũng có một cơ chế khác là đói. Người chơi phải tìm và ăn thức ăn, nếu không người chơi sẽ bị đói và bị thương.

## Lịch sử
Pixel Dungeon được nhà phát triển trò chơi điện tử độc lập Oleg "Watabou" Dolya phát triển lấy cảm hứng từ một roguelike khác có tên là Brogue (2009). Trò chơi ban đầu được phát triển cho Android, sau đó được tiếp tục phát triển và phát hành cho iOS vào tháng 7 năm 2015, nhưng ngay sau đó Dolya đã ngừng cập nhật, coi như trò chơi đã hoàn thiện.
Pixel Dungeon đạt một triệu lượt tải xuống trên Google Play vào tháng 7 năm 2014.

## Đón nhận
Pixel Dungeon được người chơi đánh giá cao khi phát hành. Andrew Koziara từ TouchArcade đã đánh giá trò chơi 4,5 sao và nhận xét trò chơi đã tạo được sự cân bằng tốt giữa khả năng tiếp cận và độ khó đặc trưng của các trò chơi roguelike bằng cách tinh giản cơ chế của trò chơi, nhưng trong trò chơi lại có nhiều vật phẩm với mục đích chưa rõ ràng. Một số ít nhà phê bình đánh giá Pixel Dungeon có tính gây nghiện dù có độ khó cao. Android Central và GamesRadar+ đã đưa trò chơi vào danh sách những trò chơi Android hay nhất năm 2022.

### Cộng đồng người hâm mộ
Pixel Dungeon thu hút một cộng đồng nhỏ người hâm mộ trò chơi. Họ đã tạo ra một subreddit và Wikia về trò chơi này. Kể từ khi Dolya quyết định biến Pixel Dungeon thành trò chơi mã nguồn mở vào năm 2014, cộng đồng đã phát triển các bản mod cho trò chơi cũng như tạo ra các trò chơi mới dựa trên mã nguồn của Pixel Dungeon.
Khi Dolya công bố mã nguồn của trò chơi, nhà phát triển trò chơi điện tử người Canada Evan Debenham sau đó bắt đầu phát triển Shattered Pixel Dungeon, một bản mod của Pixel Dungeon. Hiện tại, đây là dự án chính và là nguồn thu nhập chính của Debenham.
John Nelson từ TouchArcade nhận xét rằng Shattered Pixel Dungeon có nhiều nội dung hơn và cảm giác dễ tiếp cận hơn nhiều so với trò chơi gốc. Campbell Bird từ 148Apps đã đánh giá trò chơi 4 sao và nhận xét trò chơi có sự đa dạng với hơn 50 kẻ địch và hàng trăm vật phẩm, nhưng cũng cho rằng trong trò chơi, việc người chơi có thể tiến xa hay không phụ thuộc vào những vật phẩm mà người chơi thu thập được ở đầu lượt chơi. Graham Morris từ Linux Magazine đã đưa phiên bản PC của Shattered Pixel Dungeon vào FOSSPicks, ca ngợi đồ họa, âm nhạc cũng như lối chơi "gây nghiện" của trò chơi.
Một số bản mod khác của Pixel Dungeon gồm Skillful Pixel Dungeon, Yet Another Pixel Dungeon và Remixed Dungeon: Pixel Rogue; tất cả các trò chơi này đều có cùng cơ chế cơ bản. Bo Thompson cũng đã phát triển Pixel Odyssey dựa trên Pixel Dungeon.